# Chuan Batista Escoto
Chuan Batista Escoto [ˈʧwan baˈtista esˈkoto] vagy – kasztíliai nyelven – Juan Bautista Scotti (Zaragoza, Aragónia, Spanyol Királyság, ? – Temesvár, Magyar Királyság, 1747. március 11.) aragóniai származású katona.
A genovai Scotti családból származott, akik a 17. században Monzónban telepedtek le. Részt vett a spanyol örökösödési háborúban Károly osztrák főherceg hadseregében a Bourbon-ház elleni harcban. Az osztrák uralkodóház-pártiak leverése után, az Aragóniai korona alatt szolgált tovább az Osztrák Birodalomban, majd VI. Károly német-római császár 1730-ban grófi címmel jutalmazta szolgálatát Itáliában. 
A következő évtizedben Temesvár kormányzója és főparancsnoka  volt. Ugyanitt halt meg, fő vagyonát Mária Teréziára hagyta. 

## Fordítás
- Ez a szócikk részben vagy egészben a Chuan Batista Escoto című aragóniai Wikipédia-szócikk fordításán alapul.  Az eredeti cikk szerkesztőit annak laptörténete sorolja fel. Ez a jelzés csupán a megfogalmazás eredetét és a szerzői jogokat jelzi, nem szolgál a cikkben szereplő információk forrásmegjelöléseként.